# سيجفيلد (دائرة انتخابية في المملكة المتحدة)
سيجفيلد (بالإنجليزية: Sedgefield)‏ هي إحدى الدوائر الانتخابية في المملكة المتحدة الممثلة في مجلس العموم في برلمان المملكة المتحدة.
عضو البرلمان الذي يمثلها حالياً هو :Phil Wilson (Lab).